# 京成バス千葉イースト成東営業所
京成バス千葉イースト成東営業所（けいせいバスちばイーストなるとうえいぎょうしょ）は、千葉県山武市津辺にある京成バス千葉イーストの営業所。
千葉市・山武市・東金市・八街市を中心に路線を展開しているほか、山武市・八街市のコミュニティバスも運行受託している。
本項では、千葉市若葉区中野町103にある中野営業所（なかのえいぎょうしょ）について扱うほか、成東営業所と中野営業所の前身であるちばフラワーバス株式会社、さらにその前身である京成電鉄成東自動車営業所時代などについても扱う。

## 沿革
成東営業所と中野営業所の管轄路線は沿革をたどると大正中期にまで遡り、100年以上の歴史を有する。

### 両総自動車から京成電気軌道へ
主幹路線である千葉線は大正時代（開通年は諸説ある）に両総自動車という会社が千葉 - 東金間で立ち上げた路線である（後述）。その後、1930年（昭和5年）京成電気軌道（現・京成電鉄）の路線となり、千葉営業所（当時の場所は初代・京成千葉駅近く）担当となった。またルートも若干異なり、千葉駅 - 都町間は現・国道126号線ではなく、その少し南の道路（千葉中央バスが松ヶ丘線として運行している道路）を経由していた。
その後京成は1943年（昭和18年）、当時成東付近を運行していた成東自動車の買収を行い、成東営業所を設置した。これらは第二次世界大戦時の陸上交通事業調整法による鉄道およびバスの戦時統合政策で、東金・成東地区の統合事業者が京成電気軌道となったことによるもので、これにより京成は都内から九十九里浜まで路線を延ばすこととなった。
また成東自動車は事前に佐倉自動車を買収していたので、この時点で佐倉地区のバス路線も京成の成東営業所の担当となった（なお、佐倉地区のバス路線は1971年に佐倉営業所として分離され、2000年にちばグリーンバスとして分社化されたのち、2025年に京成バス千葉イースト佐倉営業所として合流している）。

### 千葉都市モノレール開通以前
終戦を経て、『京成電鉄五十五年史』によれば、1960年（昭和35年）に成東営業所新設とある。1943年に設置されたにもかかわらず、17年後に再び設置されていることから、第二次世界大戦の影響で初代の成東営業所をいったん千葉営業所に統合したと推測される。
戦後は成東町内と八街市内の路線の充実に努め、後述する各線の他に多数の路線の新設を行った。これとは別に千葉駅 - 蓮沼海岸を直通する急行バスなども新設され、非電化で運行本数も少なかった国鉄総武本線よりも優位に立っていた。
しかし、1960年代から1970年代を境にこの営業所も輸送量のピークを迎えることとなった。1974年（昭和49年）の総武本線銚子駅電化、東京駅直通の特急『しおさい』の設定などで国鉄千葉鉄道管理局（現・JR東日本千葉支社）が反攻に出ると、総武本線との並行区間が多い八日市場線や、他線に比べて線形の劣る松尾線、下横地線などが次々と廃止され、前・京成千葉駅 - （町方又は吉倉） - 八街駅 - 成東駅を通しで運行していた八街線と新八街線が八街駅で分割された。
そして1987年（昭和62年）2月26日、成東発の主幹路線だった蓮沼線と小松線を統合、同時に蓮沼方面の特急バス（国道126号経由）を廃止し、千葉東金道路を経由して成東駅に至る東金特急線（フラワーライナー）の新設という根本的なダイヤ改正が行われ、東金線以外は必要最小限度の運行本数に抑えられた。さらに1991年（平成3年）6月12日、千葉都市モノレールが千葉駅まで乗り入れを開始すると、八街線と新八街線はそれぞれモノレールの駅である都賀駅や千城台駅を発着するよう短縮された。この際に当時千葉営業所担当だった宮田線も千城台駅発着となっている。

### 京成電鉄から独立、ちばフラワーバスへ
ちばフラワーバス株式会社は、千葉県山武市津辺47にあったバス事業者。京成電鉄の連結子会社であり、京成グループの企業であった。
前述の通り成東地区のバスは路線網の縮小が続き、結局、京成電鉄は直轄による運行から、新たに設立した別会社への運行に切り替え、地域交通専業の形を取ることとした。ただし分社化の形態としては、1991年（平成3年）10月2日に設立された「有限会社冷熱サービス」を1994年（平成6年）8月2日に「ちばフラワーバス株式会社」に社名変更し、業種を変更する形とした。このため、会社の設立年とバス事業の開始年は4年ほど離れている。ニュータウン団地輸送のため補助金を目的として1970年代に会社設立された千葉海浜交通や千葉内陸バスを除けば、京成電鉄直営のバスとしては初めての分社化となった。
分社化に伴い、1995年（平成7年）4月1日に特急バスであるフラワーライナーと、成東駅発着系統（東金線成東発着便の約半数の便と八街線の東側、海岸線、武射田線）を京成から引き継ぐことでバス運行業務を開始した。これと同時に京成電鉄成東営業所は廃止され、施設をちばフラワーバスがそのまま使用することになったが、成東営業所の車庫だった中野操車場は、京成電鉄千葉営業所中野車庫となった。このため、東金線のうちJR千葉駅発中野操車場折り返し便と成東駅折り返し便の一部、八街南線、都賀線、新八街線、千城台線および宮田線が京成の千葉営業所担当となった。
さらに1998年（平成10年）4月1日、京成の千葉営業所が新宿から御成台に移転したのと同時に、千城台・都賀以東のローカル線はほとんどがちばフラワーバスに移管され、主力である東金線も中野操車場以東はちばフラワーバスの単独運行となった。また中野車庫もちばフラワーバスの所属となり、よって京成のバスは千葉営業所の「中野線」として、同所を単に折り返し場としてのみ使用することとなった。これにより、ちばフラワーバスの営業エリアはかなり広がった。そして1999年（平成11年）12月16日には、千葉線の中野操車場以西においても全便を担当するよう変更された。こうして従来は京成電鉄成東営業所が関わっていたすべての路線が、段階的にちばフラワーバスに移管された。

### 京成バス千葉イーストへ
2025年（令和7年）4月1日には京成グループにおけるバス事業の再編により、ちばフラワーバスは千葉交通・千葉中央バス・成田空港交通・千葉内陸バス・ちばシティバス・ちばグリーンバスと統合され、京成電鉄バスホールディングス傘下の京成バス千葉イーストの営業所となった。
現在の成東営業所は、ちばフラワーバス時代は本社営業所の名称であったが、前述の再編の際に営業所名が変更された。中野営業所は営業所名の変更はなく、ちばフラワーバス時代と同じである。

## 営業所
- 成東営業所（千葉県山武市津辺）
  - JR総武本線・東金線成東駅から徒歩約5分である。構内には成東車庫停留所が併設されており、千葉特急線（フラワーライナー）、高速東京線（シーサイドライナー）、およびマイタウン・ダイレクトバスが発着する。ちばフラワーバス時代には本社を併設していた。
- 中野営業所（千葉県千葉市若葉区中野町）
  - 国道126号（東金街道）沿いの八街市との境目に近い場所にある。かつて京成電鉄成東営業所の頃は中野操車場を名乗っており、その後、京成電鉄千葉営業所中野車庫→ちばフラワーバス千葉出張所→ちばフラワーバス中野営業所→京成バス千葉イースト中野営業所と変化を遂げたが、バス停の名称は「中野操車場」のままである。京成電鉄から移管されたのは1998年（平成10年）4月1日である。

## PASMO・Suicaと一日乗車券について
2008年3月5日からPASMOを導入した（首都圏ICカード相互利用サービスによりSuicaと相互利用）。最初に導入されたのは千葉線で、後に千葉駅 - 成東駅間路線である「フラワーライナー」に導入、一般路線の千葉線以外の路線では2009年4月1日から導入された。2014年4月1日から「シーサイドライナー」でも使用可能となった。
2012年10月1日より、海岸線で利用できる500円の一日乗車券を発売していた（現在は未発売）。

## 現行高速路線

### シーサイドライナー
- バスターミナル東京八重洲 - （首都高・東関東道・京葉道路・千葉東金道路経由） - 丘山小学校 - 東金駅入口 - 田間中央公園 - 成東車庫
- 深夜急行：バスターミナル東京八重洲 → （首都高・京葉道路・千葉東金道路経由） → 丘山小学校 → 東金駅入口 → 田間中央公園 → 成東車庫

成東車庫 - 丘山小学校間のみの乗車はできない。PASMO・SuicaなどのIC乗車カードが使用可能。また、平日下り便のみ、東京駅始発の深夜バス（別運賃）あり。
- 2002年（平成14年）3月17日 - 運行開始。京成バスとの共同運行。
- 2003年（平成15年）11月16日 - 京成バスが撤退し、ちばフラワーバス単独運行化。
- 2015年（平成27年）10月16日 - 夜1往復を除く全便を東金商高入口経由から田間中央公園経由に変更[6]。
- 2020年（令和2年）9月15日 - 浜松町バスターミナルへの乗り入れ廃止。全便を東京駅八重洲口発着とする[7]。
- 2021年（令和3年）
  - 1月25日 - 新型コロナウイルスの影響のため深夜急行便を含む一部便を運休[8]。
  - 3月16日 - 東京駅の降車場を八重洲口京成高速バス1番乗り場から3番乗り場に変更[9]。
- 2022年（令和4年）9月17日 - 東京駅の乗降場を八重洲口京成高速バス乗り場（乗車1番乗り場、降車3番乗り場）からバスターミナル東京八重洲内に変更[10]。
- 2023年（令和5年）8月1日 - 運休となっていた東京駅発深夜便の運行を再開。東金商高入口経由から田間中央公園経由に変更し、通常便・深夜便の経路を統一[11][12]。
- 2024年（令和6年）11月1日：運賃改定[13]

### フラワーライナー

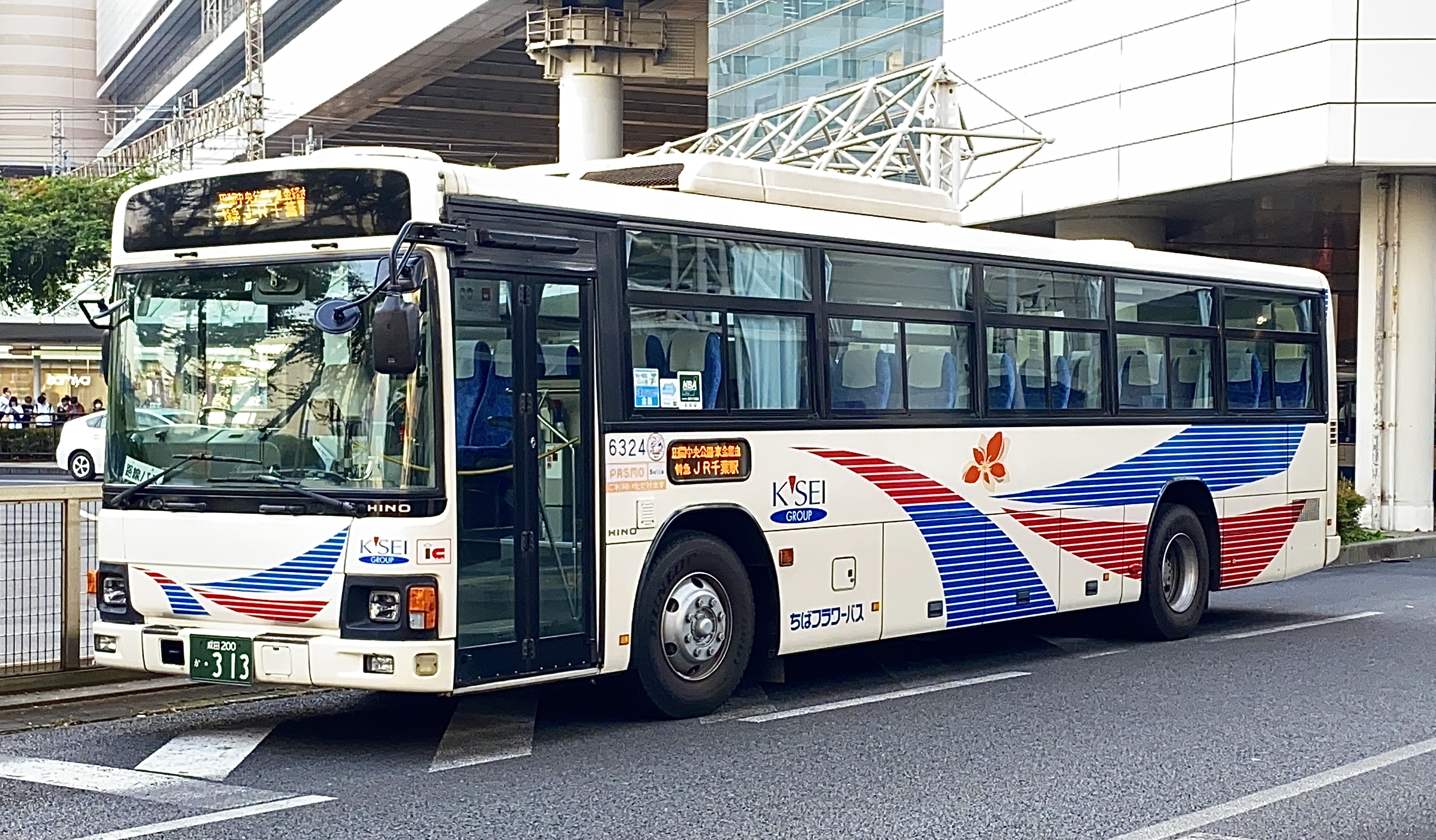
千葉駅に到着したフラワーライナー

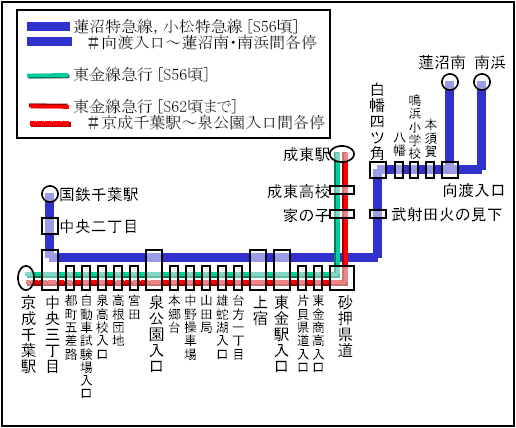
かつての東金急行線（国道126号線経由）

- 特急：JR千葉駅 - （千葉東金道路経由） - 丘山小学校 - 東金駅入口 - 田間中央公園 - 成東車庫
- 特急：JR千葉駅 - （千葉東金道路経由） - 東千葉メディカルセンター - 丘山小学校 - 東金駅入口 - 田間中央公園 - 成東車庫
- 特急：JR千葉駅 - （千葉東金道路経由） - 丘山小学校 - 東金中学校 - 求名駅 - 武射田 - 白幡四ツ角 - 成東車庫 ※2024年4月より運休中

千葉線の特急便に付与された愛称である。中間部で千葉東金道路を経由する。なお、当路線が設けられる前（1987年以前）は東金線（千葉線の当時の名称）と同じルートを急行として運行していた（東金急行線と呼称）。車両は旧・成東町の町木であるキョウチクトウの花が描かれた自家用タイプの車両が使用されている。
旧道（東金駅入口）経由のルートとバイパス（東金中学校）経由のルートがあるが、バイパス経由便は2024年4月より運休中。旧道（東金駅入口）経由の千葉駅方向については成東車庫 - 丘山小学校・東千葉メディカルセンター間の停留所での降車不可。また、千葉市内の停留所間のみの利用は不可。
沿革
- 1987年（昭和62年）2月26日：東金急行線（国道126号経由）を千葉東金道路経由にして千葉中央駅 - 成東駅を開通[14]。当時は千葉駅を非経由。
- 1993年（平成5年）12月16日：千葉中央駅 - 成東車庫 - 光町役場に延長する。成東駅折り返し便も成東車庫発着に変更。
- 1995年（平成7年）4月1日：ちばフラワーバスに移管となる。
- 1996年（平成8年）12月1日：成東車庫 - 光町役場を廃止し、成東車庫止まりとなる。バイパス経由便（千葉中央駅 - 東中学校 - 求名駅 - 辺田 - 成東車庫）を開通。全便を千葉駅経由に変更。
- 2004年（平成16年）7月1日：武射田線（成東駅 - 家の子 - 砂押県道- 東中学校 - 砂押 - 求名駅/成東駅 - 白幡四ッ角 - 武射田 - 求名駅）の廃止に伴い、バイパス経由便を辺田経由から、武射田・白幡四ッ角経由に変更。ならびに、バイパス経由全便・東金駅入口経由便のほとんどが、JR千葉駅折り返しに短縮。
- 2006年（平成18年）7月16日：千葉東テクノグリーンパーク（東金工業団地）経由便を新設。
- 2008年（平成20年）3月16日：千葉中央駅バスターミナル発着便を廃止し、全便を千葉駅発着に変更。
- 2011年（平成23年）5月16日：平日の下り便に、東金駅入口経由の深夜バス（運賃倍額）を新設。
- 2012年（平成24年）3月16日：旭町停留所に停車扱い開始。
- 2014年（平成26年）4月1日：千葉東テクノグリーンパーク乗り入れ便を廃止。一部便の、東千葉メディカルセンターへの乗り入れを開始。
- 2015年（平成27年）10月16日 - 夜1往復を除く全便を東金商高入口経由から田間中央公園経由に変更[6]
- 2024年（令和5年）4月16日 - バイパス経由便が運休[15]。

### 幕張メッセ臨時シャトルバス

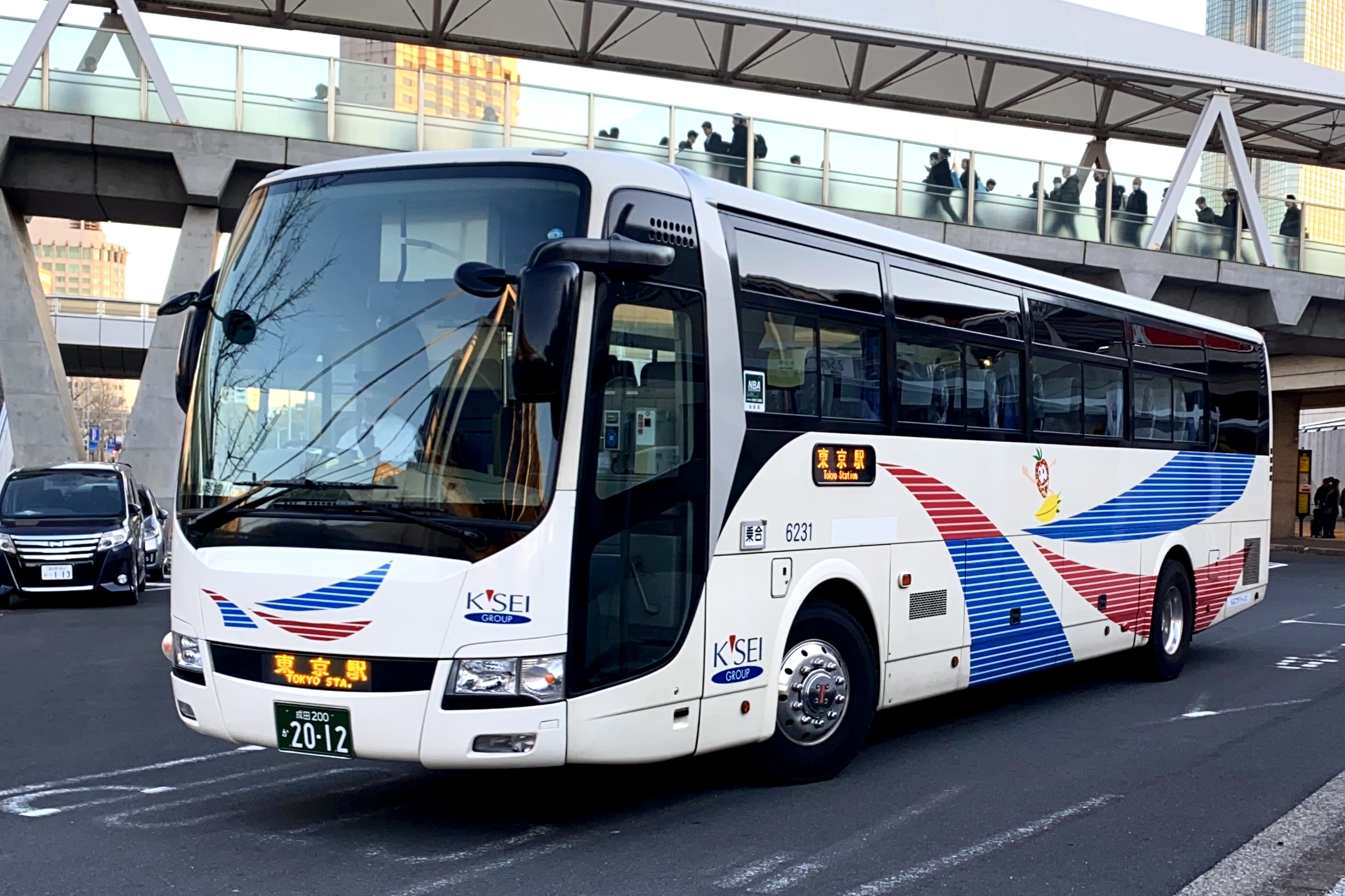
幕張メッセ発東京駅行き臨時シャトルバス

- 直行：幕張メッセ中央 → （無停車） → 東京駅八重洲口（京成バス・千葉内陸バスと共同運行）
  - 2024年9月26日：『東京ゲームショウ2024』開催時より運行に参入[16]。

## 現行一般路線

### 千葉線

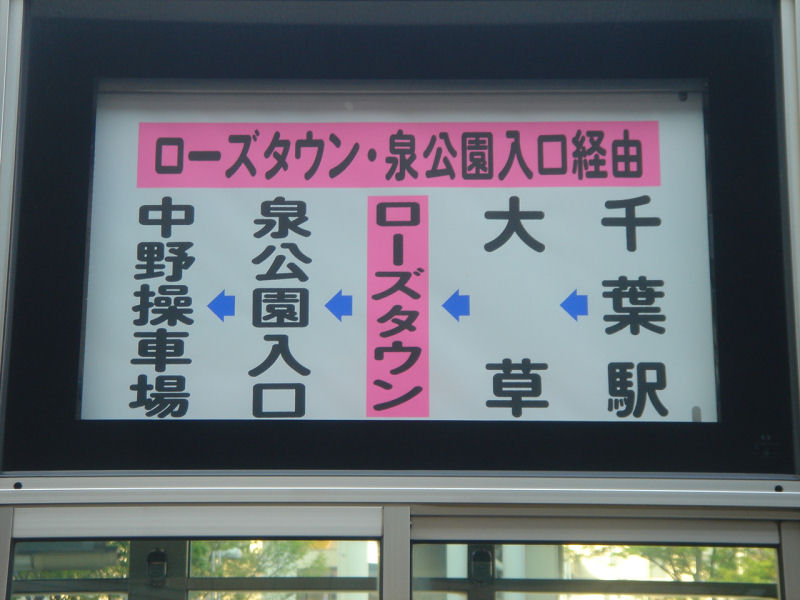
いずみ台ローズタウン経由の行先方向幕。経由地部分のバックがピンク色になっている

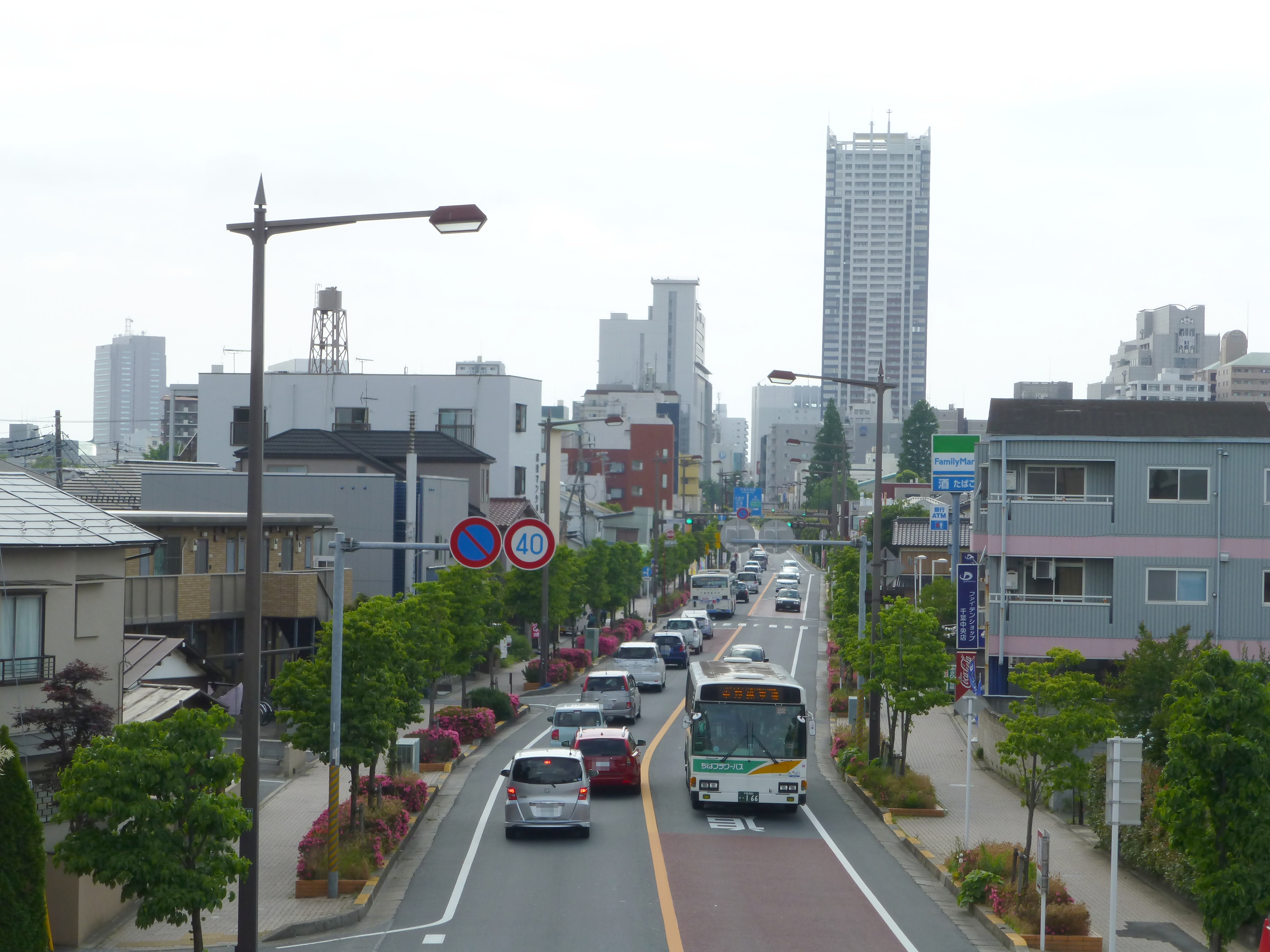
千葉市中央区鶴沢町付近の国道126号を走行中の千葉線車両

- JR千葉駅 - 鶴沢小学校 - 加曾利 - 大草 - 北谷津ゴルフ・乗馬クラブ入口 - 宮田 - 中野操車場 - 東金駅入口 - 家の子 - 成東駅
- JR千葉駅 - 鶴沢小学校 - 加曾利 - 大草 - 北谷津ゴルフ・乗馬クラブ入口 - 宮田 - 中野操車場 - 東千葉メディカルセンター - 東金駅入口 - 家の子 - 成東駅（平日日中のみ）
- JR千葉駅 - 鶴沢小学校 - 加曾利 -  大草 - 北谷津ゴルフ・乗馬クラブ入口 - 宮田 - 中野操車場
- JR千葉駅 - 鶴沢小学校 - 加曾利 - 大草 - いずみ台ローズタウン - 宮田 - 中野操車場
- JR千葉駅 - 鶴沢小学校 - 加曾利 - 大草 - いずみ台ローズタウン - 平和公園 - 宮田 - 中野操車場
- 深夜：JR千葉駅 → 鶴沢小学校 → 加曾利 → 大草 → 北谷津ゴルフ・乗馬クラブ入口 → 宮田 → 中野操車場（深夜バス・運賃倍額・休止中）
- JR千葉駅 - 鶴沢小学校 - 加曾利 - 大草 - 北谷津ゴルフ・乗馬クラブ入口 - 宮田 - 中野操車場 - 千葉厄除け不動尊（正月三が日のみ）

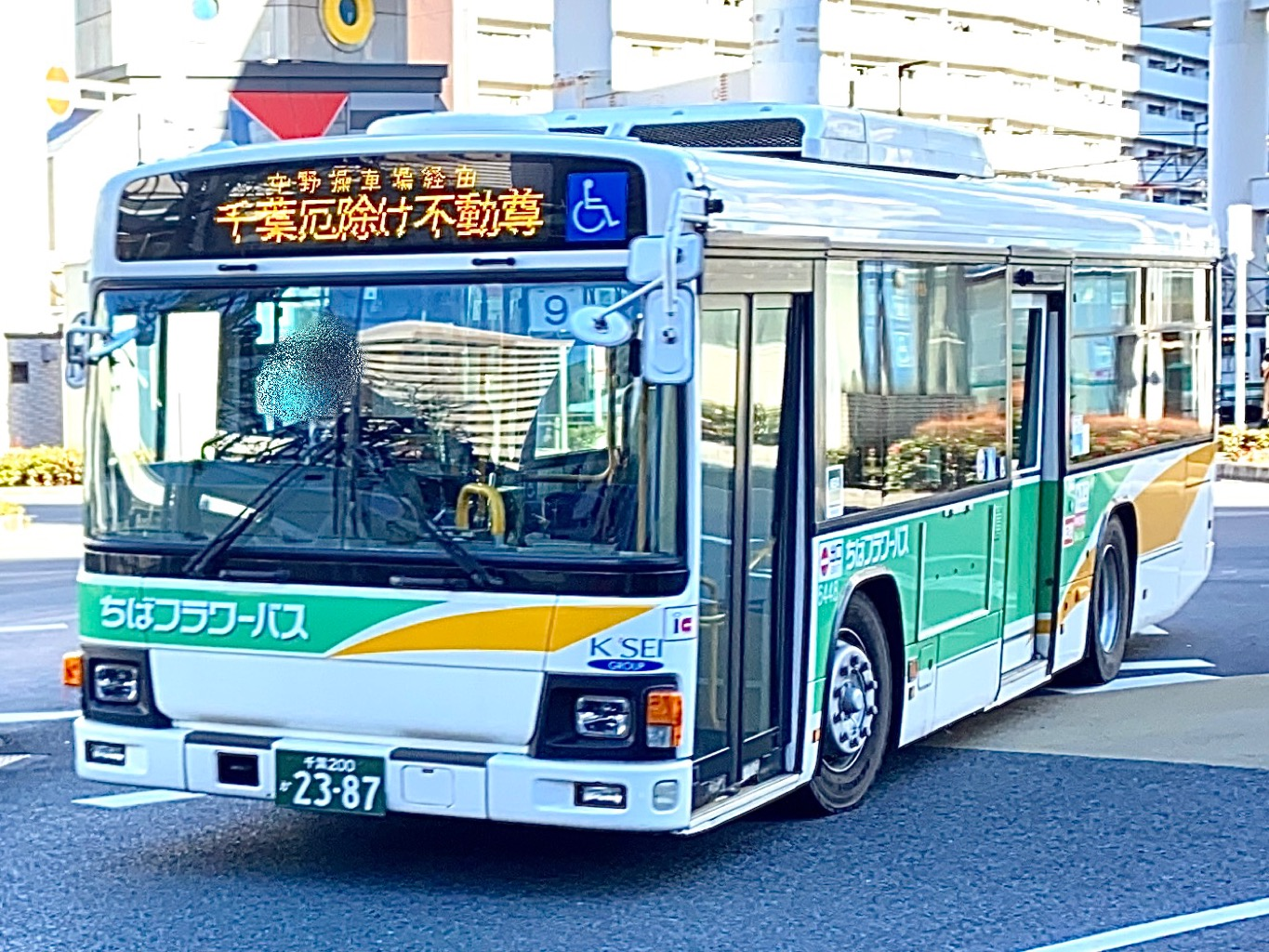
正月三が日のみ運行される千葉厄除け不動尊行き

主幹路線であり、京成電鉄（京成電気軌道）時代に遡れば最も古い路線の一つである。千葉と成東を東金経由で結ぶ。京成電鉄が運行していた頃は東金線と名乗っていた。また、千葉駅から坂月橋までは千葉中央バスと競合になっており、2023年（令和5年）3月16日付で共通定期券の販売が開始された。
昭和50年代頃までは中野操車場折り返し便が少なく、『千葉中央駅（当時の名称は京成千葉駅） - 成東』の通し便が多くを占めた（但し、当時は宮田線などの並行する路線がいくつかあった。）。その後、中野操車場折返便が増便され、昭和60年代頃までに『千葉駅（千葉中央駅） - 中野操車場』が15分定間隔運行となった。一方、『千葉駅 - 成東』間は昭和60年代以降30分間隔を保っていたが、2005年に60分間隔に半減されてしまった。但し、『千葉 - 東金・成東』の移動に関して言えば、先述のフラワーライナー（特急）の方が所要時間が短い。2012年時点では、『千葉駅 - 中野操車場』間が毎時4本、『中野操車場 - 成東駅』間が毎時1本であったが、2014年5月16日のダイヤ改正で日中のみ中野操車場発着の一部が平和公園発着（平日のみ）と中田スポーツセンター発着に振り向けられた。
なおこの路線は、千葉市、東金市、山武市以外に、中野操車場から先の辺りでほんの一部八街市内を通る。
当路線とフラワーライナーは『千葉 - 東金市内』及び『千葉 - 旧・成東町内』でその運賃が対キロで算出される金額よりも低めに設定されている。
2007年4月1日よりちばシティバスいずみ台線の千葉駅発着便が廃止された事に伴い、中野操車場折り返し便の一部が五社神社・いずみ台ローズタウン経由に変更された。これにより、新たにバスが走る事になった区間（大草 - 五社神社 - いずみ台ローズタウン）は、京成の京葉ゴルフ場線時代の末端部の路線とほぼ同じルートである。
沿革
- 1919年（大正8年）10月2日：両総自動車『初代国鉄千葉駅 - 山田台 - 東金駅』を開通。
- 1930年（昭和5年）：京成電気軌道の買収直前に、大野市太郎に譲渡される。
- 1930年（昭和5年）5月10日：京成電気軌道の路線となる。
- 1943年（昭和18年）4月21日：成東自動車を併合し、『東金 - 成東』間が京成電気軌道の路線となる。
- 1958年（昭和33年）：京成千葉駅（当時）が本千葉町に移転し、移転地（以下、前・京成千葉駅）発着に変更。当初は銀座通り経由で旧駅側に迂回していたが、後に中央通りを直進するルートに変更。
- 1983年（昭和58年）4月16日：『国鉄千葉駅 - 成東駅（急行含む）』と『国鉄千葉駅 - 中野操車場』の系統を新設。2.5往復のみ運行されていた『京成千葉駅（当時） - 国鉄千葉駅 - 成東駅』系統（開設日不明）を大幅増発。
- 1987年（昭和62年）2月26日：京成千葉駅（当時）発着便全便を国鉄千葉駅経由に変更する。
- 1995年（平成7年）4月1日：成東駅発着便の一部がフラワーバスに移管となる。京成電鉄は『千葉（中央）駅 - 中野操車場』の全便及び成東発着便の一部の便を受け持ち、すべて千葉営業所中野車庫担当とする。京成は『中野操車場 → 往環橋』便（成東駅非経由）も運行（往環橋便は後に廃止されるが、廃止日は不明。）。
- 1998年（平成10年）
  - 4月1日：中野操車場を京成電鉄から譲受し、千葉出張所とする（停留所名称は中野操車場のまま）。成東駅発着全便及び『千葉中央駅・JR千葉駅 - 中野操車場』の約半数の便（深夜バスを除く）がちばフラワーバスに移管となる。京成は中野線として『千葉中央駅・JR千葉駅 - 中野操車場』の約半数の便を受け持ち、御成台車庫担当となる。
  - 10月1日：千葉中央駅発着便を、東口から西口発着に変更。
- 1999年（平成11年）12月16日：京成中野線（深夜バスを含む）をちばフラワーバスが譲受し、全便をJR千葉駅発着に短縮。
- 2007年（平成19年）4月1日：中野操車場発着便の一部を、いずみ台ローズタウン経由に経路変更。
- 2012年（平成24年）7月17日：平日ダイヤの『中野操車場 - 成東駅』間を、一部時間帯で減便し、いずみ台ローズタウン経由の区間便を増発。
- 2014年（平成26年）
  - 4月1日：一部便が、東千葉メディカルセンターに乗り入れ開始。『千葉駅 - 中野操車場 - 東金駅入口 - 成東駅』間の通し運行が毎日1往復のみに減便。
  - 5月16日：『千葉駅 - 中田スポーツセンター、千葉駅 - いずみ台ローズタウン - 平和公園』系統の新設。『千葉駅 - 中野操車場 - 東金駅入口 - 成東駅』間の通し運行は早朝の千葉駅行き1本のみとなる。
  - 9月16日：『千葉駅 - ローズタウン - 平和公園 - 中野操車場』系統を土休日に新設。『千葉駅 - 中野操車場 - 東金駅入口 - 成東駅』間の通し運行が1時間あたり1本に増便。（平日は東千葉メディカルセンター経由）
- 2015年（平成27年）1月1日：正月三が日のみ千葉厄除け不動尊（妙泉寺）への直通便を運行開始。
- 2020年（令和2年）4月8日 - 6月9日：新型コロナウィルスによる緊急事態宣言が発令され、千葉市中田スポーツセンターが臨時休館となったため、千葉市中田スポーツセンター行きが中野操車場行きに変更となる。
- 2022年（令和4年）3月16日：ダイヤ改正を実施し、千葉駅 - 千葉市中田スポーツセンター間の系統を廃止[18]。
- 2025年（令和7年）3月1日：千葉駅 - 中央二丁目 - 中央三丁目において設定されていた現金・IC特別初乗り100円運賃区間を150円に改定[19][20]。

### 八街線
- 成東駅 - 外野 - 埴谷 - 八街駅
- 山武支所前 - 八街駅

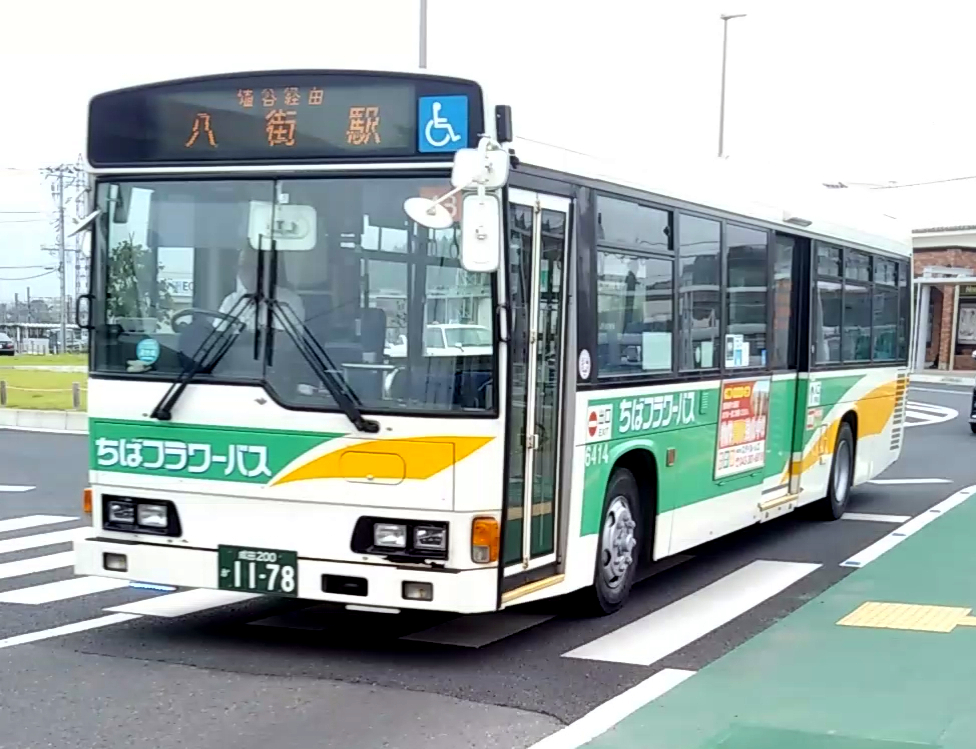
成東駅を発車する八街線

八街駅を起点に山武支所前までと埴谷を経て成東駅までの2地点へ向かう路線である。最盛期には千葉 - 八街 - 成東を直通運転しており（新八街線も同様）、埴谷経由成東便はその当時のルートの一部である。
山武支所（旧・山武町役場）前発着便は元々日向線として成東駅 - 日向駅間で開業し、その後八街側への延長がなされたが、利用者が少なく、2007年4月1日より八街駅 - 山武支所前間に短縮された。廃止区間のうち日向駅を中心とする地域は、山武市基幹バスによって交通が確保されている。
2018年7月2日、山武市がホームページ上で八街線に対し、国や千葉県・八街市が年間で総額1000万円超の補助金を支出している事実を公表した上で、ちばフラワーバスより赤字幅の拡大を理由に路線廃止の申入れがあったと発表し、八街市民に路線存続の為の協力を呼びかけた。
沿革
- 1924年（大正13年）1月20日：佐倉自動車により、千葉駅 - 並木 - 佐倉駅を開通（参考までに掲載）。
- 1926年（大正15年）3月1日：並木 - 岩富町（現・町方）の区間を開通。
- 1931年（昭和6年）6月30日：岩富町 - 八街の区間を開通。
- 1932年（昭和7年）頃：佐倉自動車の路線が成東自動車の路線となる。
- 1943年（昭和18年）4月21日：京成電気鉄道（成東営業所担当）の路線となる。
- 1966年（昭和41年）
  - 6月1日：日向線（成東駅 - 日向駅）を開通。
  - 11月1日：京成千葉駅（当時） - 町方 - 八街駅 - 埴谷 - 成東駅の通し運行を開始する。
- 昭和40 - 50年代：日向線を成東駅 - 日向駅 - 八街駅に延長。
- 同年代：八街駅で分割される。
- 1995年（平成7年）4月1日：ちばフラワーバスに移管となる。
- 2007年（平成19年）4月1日：日向便を山武支所前 - 八街駅に短縮。

### 海岸線
- 成東駅 → （さんむ医療センター） → 白幡四ツ角 → 向渡入口 → 蓮沼南 → 南浜 → 成東海岸 → 作田海岸 → 荒場 → 本須賀交差点 → 向渡入口 → 白幡四ツ角 → （さんむ医療センター） → 成東駅
- 成東駅 → （さんむ医療センター） → 白幡四ツ角 → 向渡入口 → 京塚 → 成東海岸 → 作田海岸 → 荒場 → 本須賀交差点 → 向渡入口 → 白幡四ツ角 → （さんむ医療センター） → 成東駅

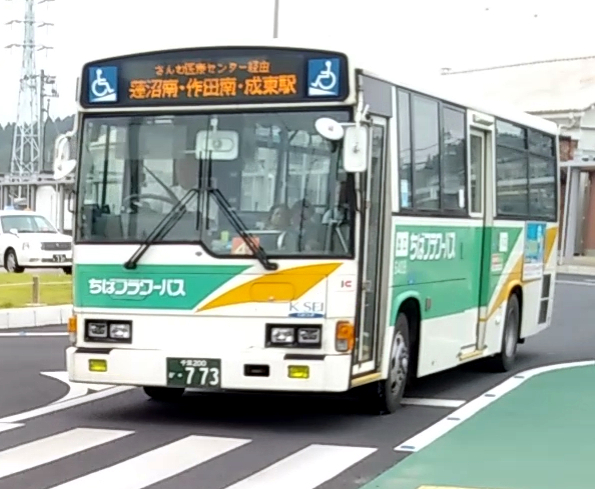
成東駅を発車する海岸線

成東駅から向渡入口まで同一ルートで進み、向渡入口から先は蓮沼南・南浜・作田海岸を循環する便と、蓮沼南非経由の京塚・作田海岸循環便で構成されている。かつて、当路線用の1日乗車券が発売されていた。（現在は未発売。）
沿革

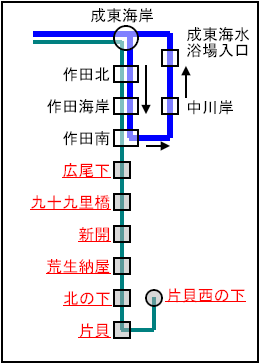
かつての京成片貝線（成東駅 - 片貝西の下）

- 1916年（大正5年）3月9日：成東自動車により、九十九里橋 - 片貝西の下が開通。
- 1920年（大正9年）
  - 6月8日：本須賀浜 - 九十九里橋間が開通（京成の旧・片貝線にあたる区間の全通）。
  - 8月26日：成東駅 - 本須賀浜（現・成東海岸）が開通。
- 1922年（大正11年）10月5日：本須賀浜 - 小松海岸間が開通。
- 1943年（昭和18年）4月21日：京成電鉄の路線となる。
- 昭和10 - 30年代：蓮沼線（成東駅 - 蓮沼南）が開通。
- 1965年（昭和40年）頃：小松線が成東駅 - 南浜に延長。
- 1987年（昭和62年）2月26日：小松線と蓮沼線が統合され、蓮沼南・南浜循環となる。片貝線と併せて海岸線と呼称。
- 1995年（平成7年）4月1日：ちばフラワーバスに移管となる。
- 1996年（平成8年）12月1日：片貝線が短縮され、作田南を起終点とする便に変更。
- 2003年（平成15年）9月16日：蓮沼南・南浜循環が全便、作田南を経由する様になり、蓮沼南・南浜・作田南循環となる。作田南を起終点とする便は少数運行となる。
- 2012年（平成24年）10月1日：一部・作田南非経由の蓮沼南・南浜循環が復活。
- 2019年（令和元年）10月1日：循環部の経路について、作田海岸→中川岸→成東海岸の区間を廃止し、新たに作田海岸→荒場→本須賀交差点→向渡入口の運行を開始[22][23][24]。

### 八街循環線
- 吉田廻り：八街駅 → 吉田 → 吉倉 → 勢田 → 八街駅（時計廻り）
- 勢田廻り：八街駅 → 勢田 → 吉倉 → 吉田 → 八街駅（反時計廻り）

沿革

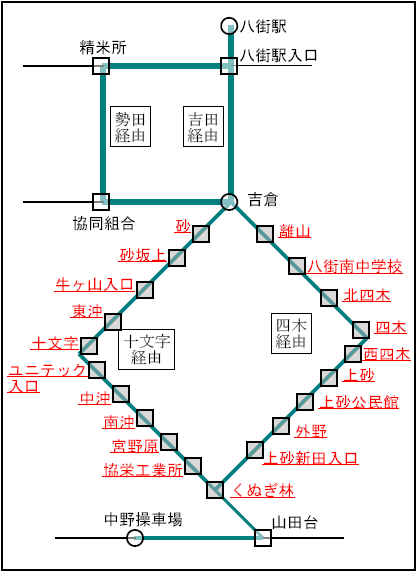
かつての八街南線（八街駅 - 〈勢田/吉田〉 - 〈十文字/四木〉 - 山田台・中野操車場）

- 1956年（昭和31年）9月20日：京成電鉄により、八街南線（八街駅 - 山田台(13.3 km)）を開通。成東営業所担当。経由地不明。
- 1963年（昭和38年）3月6日：八街南線の別の区間（八街駅 - 山田台(15.8 km)）を開通。経由地不明。
- 昭和50年代：八街駅 - 中野操車場に延長。
- 1995年（平成7年）4月1日：中野車庫担当となる。
- 1997年（平成9年）3月1日：四木経由便が廃止される。
- 1998年（平成10年）4月1日：ちばフラワーバスに移管となる。
- 2003年（平成15年）9月16日：吉倉以南の区間が廃止され、八街駅 - 勢田 - 吉倉 - 吉田 - 八街駅となる。八街循環線と呼称。
- 2014年（平成26年）4月7日：ダイヤ改正。土曜・休日運休となる。

### 植草学園大学線
- 都賀駅 - 若葉区役所 - 植草学園大学

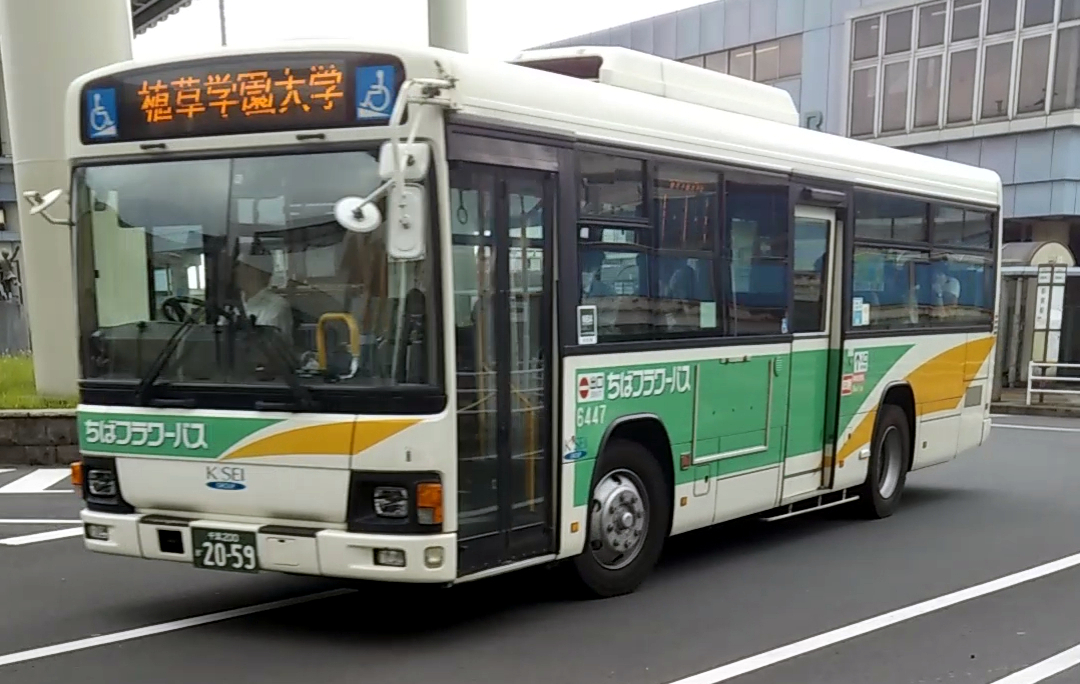
都賀駅を発車する植草学園大学行き

- 特急：千葉駅 - （無停車） - 都賀駅 - 若葉区役所 - 植草学園大学

休日運休。また、平日も学校休校日や植草学園試験日は運休や土曜ダイヤで運行する事がある。
沿革
- 2018年（平成30年）
  - 4月1日：ちばフラワーバスが参入、ちばシティバスとの共同運行。
  - 6月30日：ちばシティバスが撤退し、当社単独運行となる。
- 2024年（令和6年）11月1日：ダイヤ改正[25]。

## コミュニティバス

### 八街市ふれあいバス
中コース、南コース、西コースを運行受託。詳細は「八街市ふれあいバス」の記事を参照。

### 山武市基幹バス
詳細は「山武市基幹バス」の記事を参照。

## シャトルバス

### 海岸臨時バス（夏季のみ）
- 成東車庫 → 成東駅 → 成東海岸 → 本須賀海岸 → 蓮沼ウォーターガーデン → 展望塔南浜海岸 → （本須賀海岸 → 成東海岸　→ ）成東駅 → 成東車庫
- 直通：成東車庫 → 成東駅 → （無停車） → 蓮沼ウォーターガーデン → 展望塔南浜海岸 → （無停車） → 成東駅 → 成東車庫

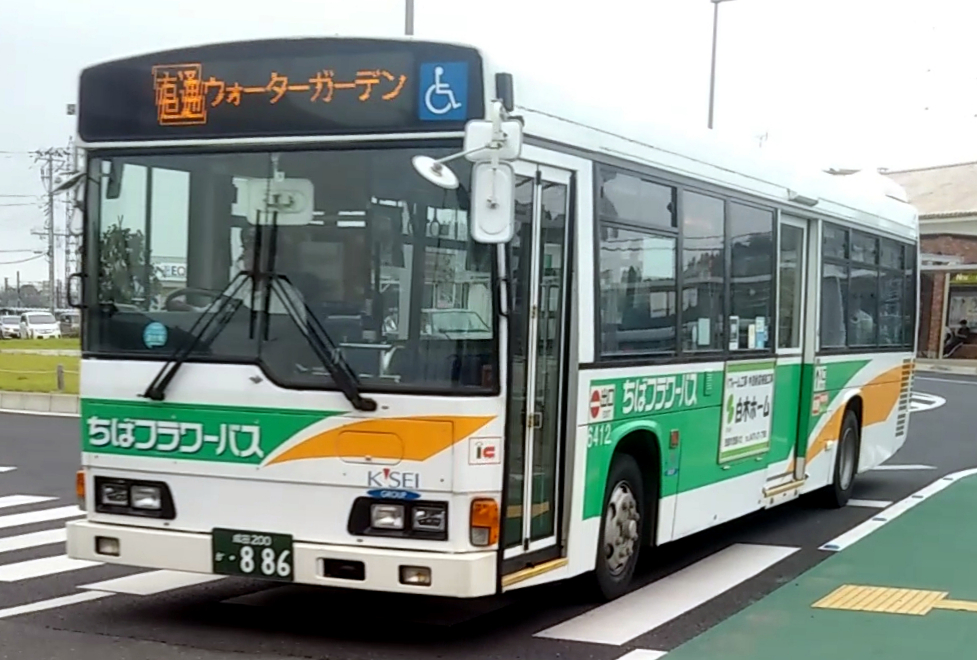
蓮沼ウォーターガーデン行き不定期路線バス

蓮沼ウォータ－ガーデンの営業期間（7月中旬‐9月中旬）に限って運行される臨時バス。

### ZOZOマリンスタジアム 臨時直通バス
- 直通：海浜幕張駅（プレナ幕張） - （無停車） - ZOZOマリンスタジアム 《新港営業所・佐倉営業所・千葉南営業所と共管、京成バス共同運行》

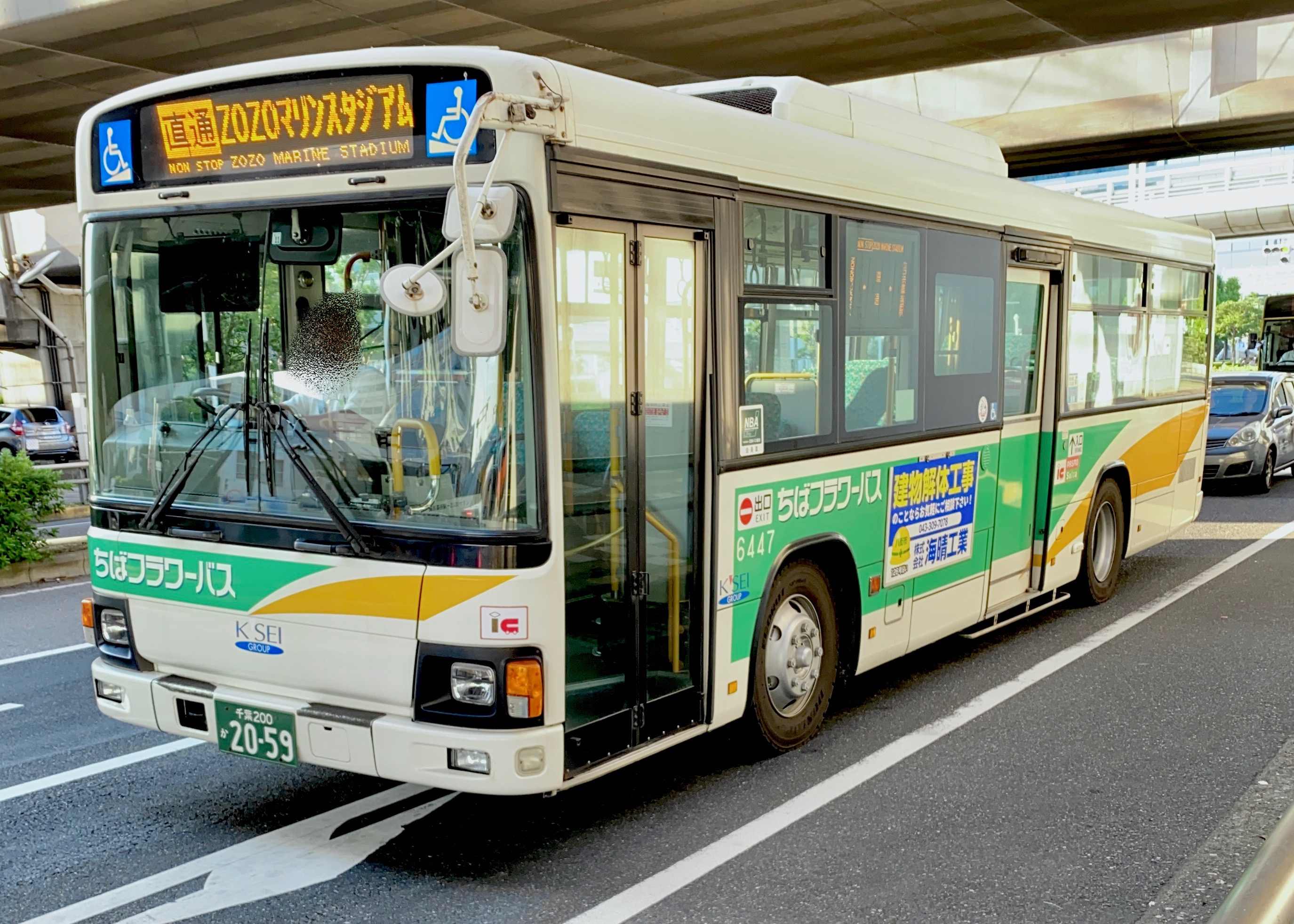
ZOZOマリンスタジアム行きの臨時バス

### 幕張ビーチ花火フェスタシャトルバス
- 直通：幕張本郷駅 - （無停車） - 幕張メッセ臨時駐車場 《京成グループバス各社と共同運行》

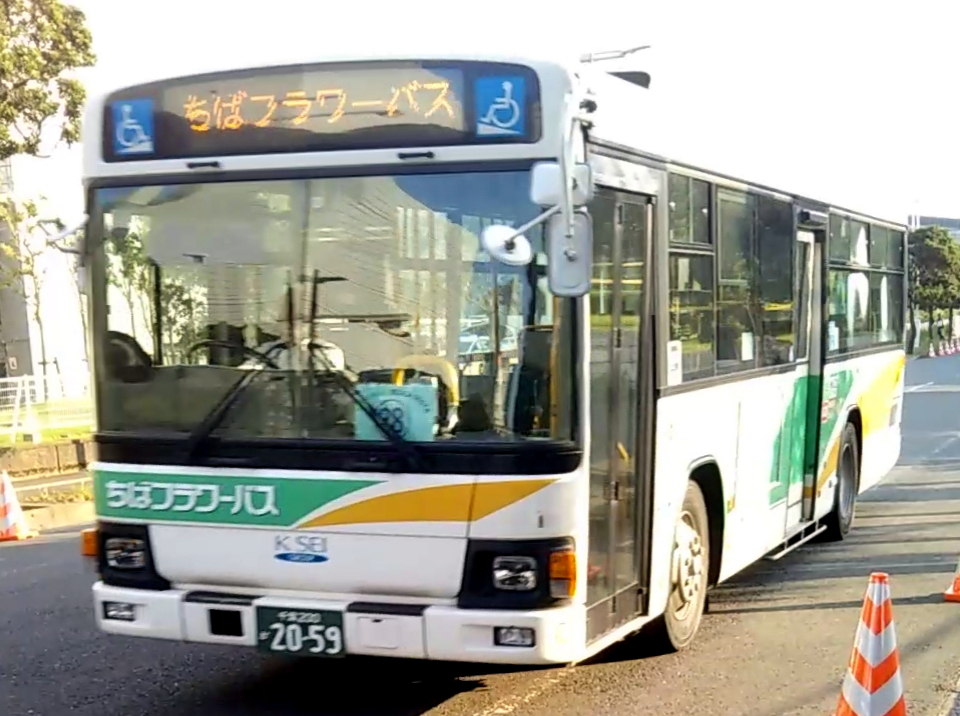
幕張本郷駅と花火大会会場を結ぶシャトルバスに充当される6447号車

- - 2018年（平成30年）7月29日：運行開始。

### サマーソニックシャトルバス
- 貸切 サマーソニック：ZOZOマリンスタジアム → 幕張メッセ → ZOZOマリンスタジアム《京成バス・千葉海浜交通と共同運行》

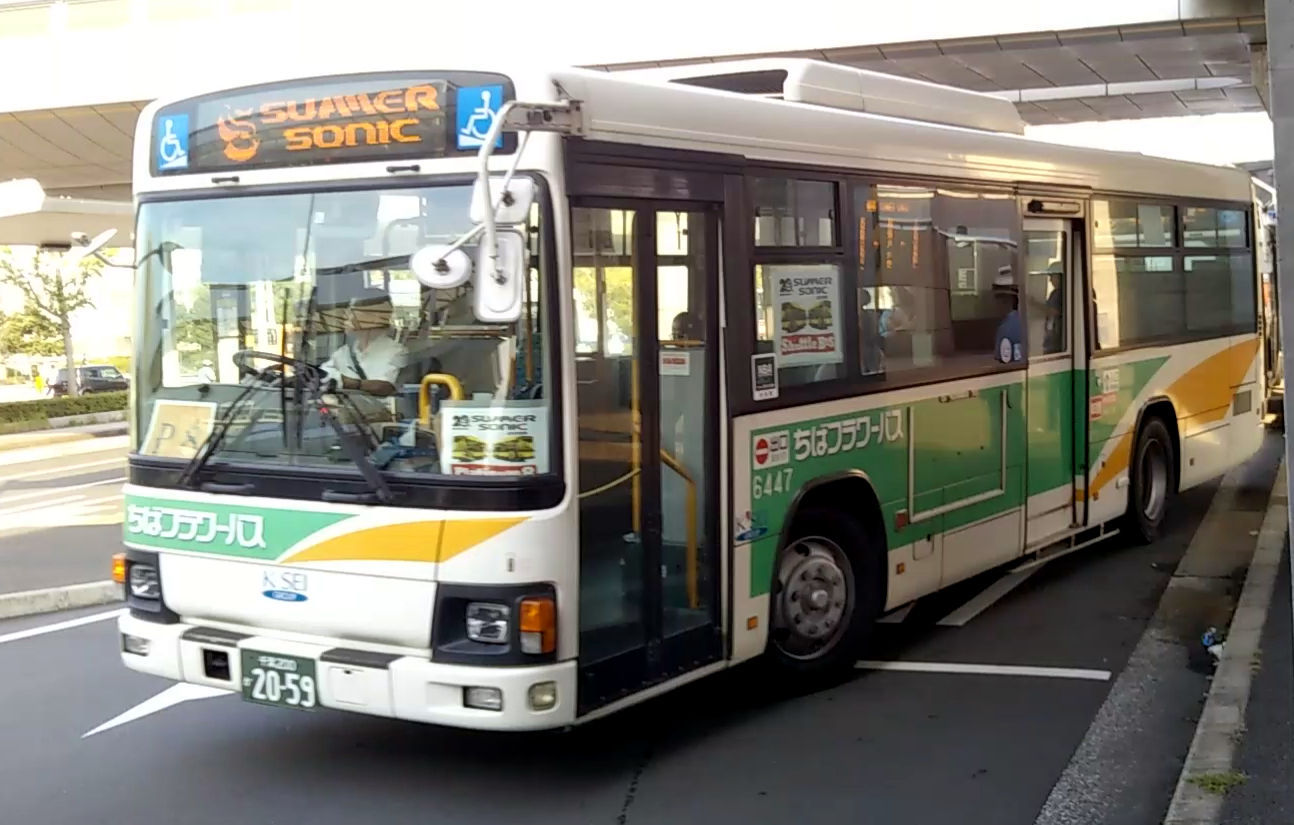
サマーソニックのロゴマークの表示された幕を掲示して運行するシャトルバス（2019年8月18日撮影）

2000年から幕張メッセで行われてきたサマーソニックの規模拡大に伴い、2018年（平成30年）から京成グループがシャトルバスを担当することになった。ちばフラワーバスは2019年から京成の各営業所や千葉海浜交通と共に参戦している。

### 千葉厄除け不動尊参詣バス
- 貸切：誉田駅北口 - （無停車） - 千葉厄除け不動尊（正月三が日のみ運行）

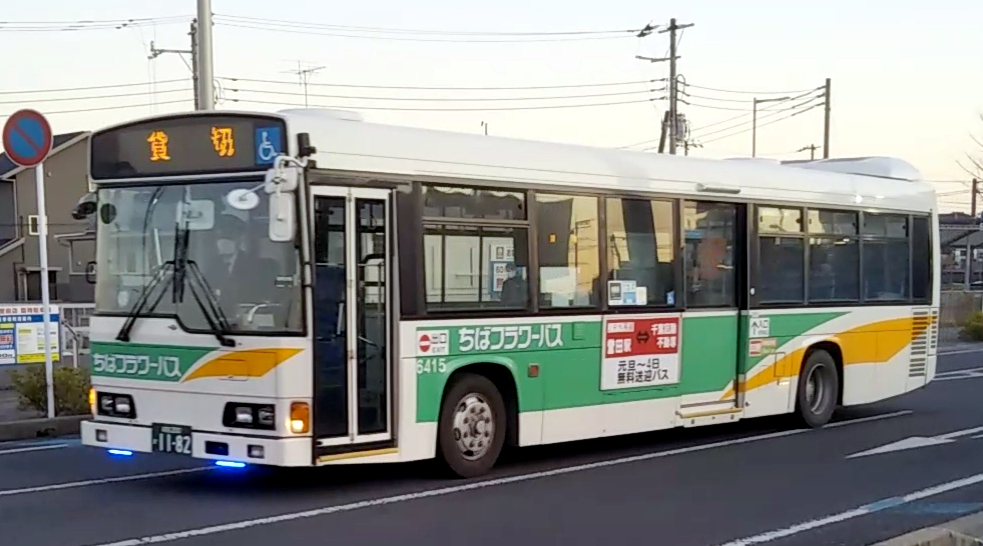
誉田駅を出発する千葉厄除け不動尊行き無料シャトルバス（2020年1月1日撮影）

正月三が日のみ運行される初詣参拝者専用の無料シャトルバスで、千葉厄除け不動尊構内に設けられた臨時停留所と最寄り駅であるJR誉田駅間を約20分で運行する。
- 2016年（平成28年）1月1日：運行開始。

## 廃止路線

### 高速バス

#### レイクサイドライナー
- 千葉駅 - 東金NT丘の街 - 高等技術専門校 - 日吉台 - 西が丘 - 湖北台 - 八坂台一・二丁目（九十九里鉄道と共同運行）

2013年（平成25年）3月31日限りでちばフラワーバスが撤退し、九十九里鉄道単独運行となった。

#### 幕張新都心 - 酒々井プレミアム・アウトレット線
- 幕張ベイタウン - ホテルスプリングス幕張 -海浜幕張駅 - ホテルフランクス - ホテル・ザ・マンハッタン - ホテルグリーンタワー幕張 - アパホテル&リゾート〈東京ベイ幕張〉 - 酒々井プレミアム・アウトレット（佐倉営業所と共管）

沿革
- 2015年（平成27年）
  - 4月16日：ちばグリーンバスと共同運行にて運行開始（平日6往復、土休日は下り6本・上り5本）。
  - 10月17日：ダイヤ改正。
- 2018年（平成30年）
  - 3月12日：ちばフラワーバスが運行から撤退し、ちばグリーンバスの単独運行となる。
  - 5月7日：ちばグリーンバスも撤退し、路線廃止。

#### 白子 - 東京線

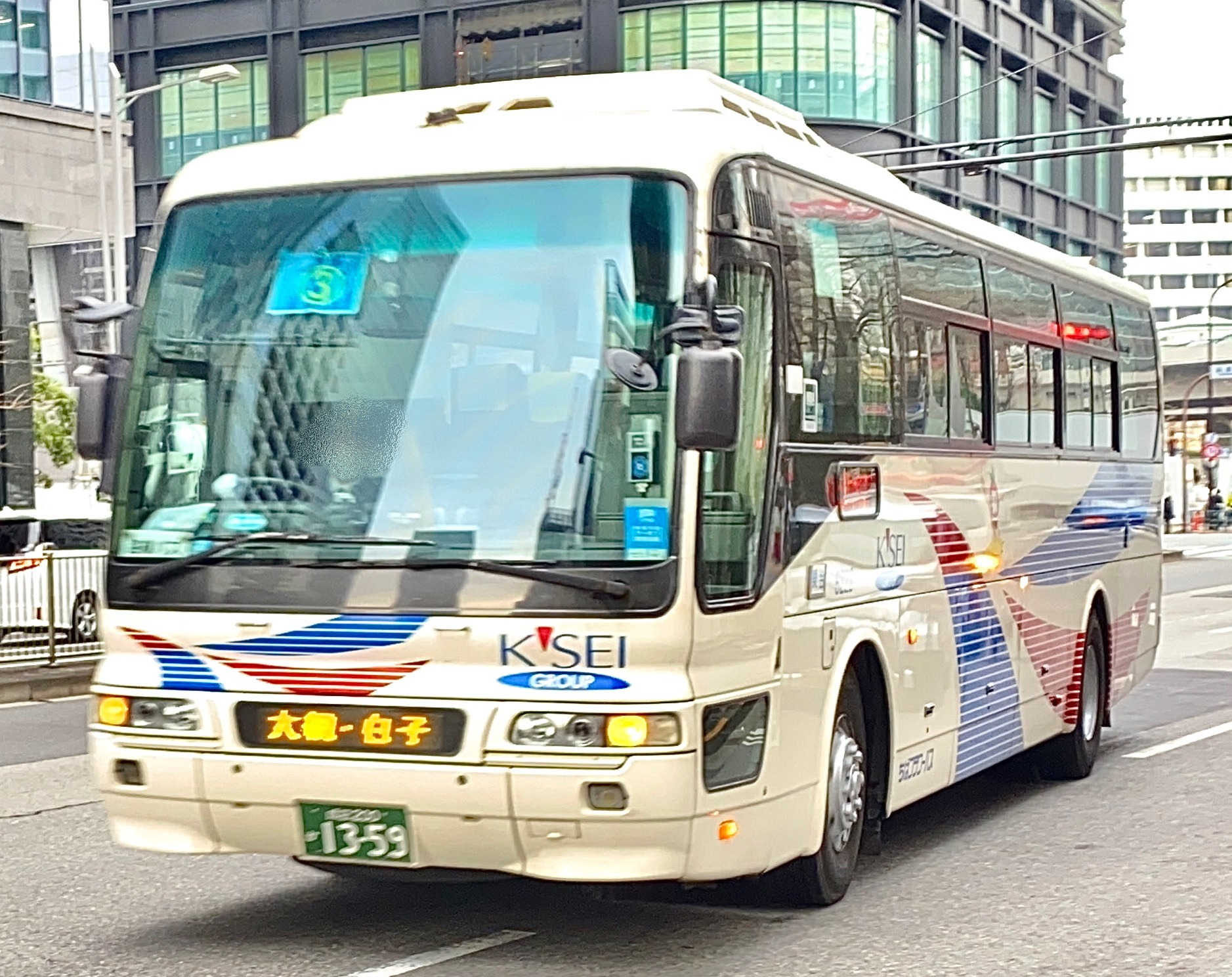
東京駅に到着する白子 - 東京線

- 東雲車庫 - 東京駅八重洲口 - （東千葉メディカルセンター）・南センター・季美の森 - 大網駅 - 白子車庫 - 白子中里
- 深夜急行：東京駅八重洲口 → 大網駅

沿革
- 2013年（平成25年）4月28日：京成バス奥戸営業所から運行移管。
- 2014年（平成26年）4月1日：一部便が東千葉メディカルセンターに乗り入れを開始。
- 2020年（令和2年）12月30日：ちばフラワーバスが運行から撤退し、小湊鉄道の単独運行化[26]。

小湊鉄道と共同運行。東京駅始発⇒大網駅止まりの深夜バスあり（毎日運行・別運賃）。ICカード（PASMO・Suica）対応路線。

#### 東京 - 千城台・八街・成東線（マイタウン・ダイレクトバス）
- 東雲車庫 - 東京駅八重洲口3番のりば - （ 幕張メッセ中央 → ） 若葉貝塚 - 小倉団地入口 - 小倉台駅 - 千城台駅 - 情報大正門 - 御成台車庫 （← 八街駅 ← さんぶの森公園 ← 成東車庫）（京成バス千葉営業所と共同運行）
- 大江戸温泉（お台場） -　東京駅八重洲口3番のりば - 若葉貝塚 - 小倉団地入口 - 小倉台駅 - 千城台駅 - 情報大正門 - 御成台車庫 （→ 八街駅 → さんぶの森公園 → 成東車庫）

沿革
- 2010年（平成22年）9月16日：運行開始。
- 2016年（平成28年）10月1日：大江戸温泉発着便を運行開始。
- 2021年（令和3年）
  - 1月16日：新型コロナウィルスの影響により、ちばフラワーバスが運行休止。
  - 3月16日：ちばフラワーバスが運行から撤退し、京成バスの単独運行となる。それに伴い、『御成台車庫 - 八街駅 - さんぶの森公園 - 成東車庫』を廃止[27]。

ICカード（PASMO・Suica）対応路線。専用車運用時は、時事通信社の文字ニュースが、車内前方のモニターに、テロップで流れる。

### 特急海幕線（ストロベリーライナー）
- イオンモール幕張新都心バスターミナル - 海浜幕張駅 - 丘山小学校 - 雄蛇ケ湖入口 - 台方一丁目 - 砂郷 - 押堀 - 南上宿 - 東金中学校 - 片貝県道交差点 - 田間ニュータウン入口 - 東中学校 - 砂押 - 求名駅入口 - 求名駅 - 城西国際大学カリヨン通り - バイパス姫島  - 辺田 - バイパス上町 - 東町 - 成東車庫

沿革
- 2015年（平成27年）
  - 4月16日：運行開始。
  - 10月16日：ダイヤ改正（下り8本・上り7本）。
- 2018年（平成30年）12月17日：平日の運行休止。
- 2023年（令和5年）9月16日：路線廃止[28]。

### 路線バス

#### 小間子線
- 千城台駅 - 公園前 - 大草台 - 金親 - 川崎十字路 - 内小間子

沿革
- 1951年（昭和26年）5月18日：京成電鉄により、新八街線（初代京成千葉駅 - 吉倉 - 八街駅）が開通。
- 1960年（昭和35年）11月1日：京成千葉駅 - 町方 - 八街駅 - 埴谷 - 成東駅の通し運行が開始される。
- 昭和40 - 50年代：八街駅で分割される。
- 1991年（平成3年）6月12日：千城台駅 - 吉倉 - 八街駅に経路変更される。
- 1998年（平成10年）4月1日：ちばフラワーバスに移管となる。
- 2003年（平成15年）9月16日：千城台駅 - 御殿入口 - 内小間子に短縮。小間子線と呼称される。
- 2005年（平成17年）9月1日：千葉市コミュニティバス『おまごバス』の開通に伴い廃止。

千葉駅と八街を乗り換えなしで結んでいた『新八街線』の後継。千葉都市モノレール開通と同時に千城台駅発着となり、2003年には内小間子と八街駅の間が廃止になる。そして、若葉区コミュニティバス『おまごバス』へ移行のため2005年（平成17年）8月31日限りで廃止となった。

#### 宮田線
- 川崎十字路 - 泉高校 - 千城台駅

沿革
- 1956年（昭和31年）12月20日：京成電鉄により、初代京成千葉駅 - 宮田 - 川崎十字路を開通。
- 1991年（平成3年）6月12日：千城台駅 - 泉高校 - 川崎十字路に経路変更。
- 1998年（平成10年）4月1日：ちばフラワーバスに移管となる。
- 2005年（平成17年）9月1日：廃止。

元々は千葉中央駅から（JR千葉駅を経由せず）国道126号線を走り、宮田で左折して川崎十字路へ至る路線だった。千葉都市モノレール千葉駅延伸で運行頻度の少ない路線は千城台駅発着に変わり、この路線もそうなった。この時に国道126号線経由から泉高校経由となり、宮田停留所は通らなくなった。その後、乗客は定着せず、1997年3月1日の改正では川崎十字路より朝1本のみの運行となった。その後、1往復に増便されたり、1998年4月に当社に移管されたりもしたが、ほとんど運行されていないという状況は変わらなかったため、若葉区コミュニティバス『さらしなバス』の事業拡張に伴い千城台線と合わせて廃止されることになり、2005年（平成17年）8月31日限りで廃止された。さらしなバスはその後、ルートが泉高校・グリーンタウン側に拡大されている。

#### 千城台線
- 千城台駅 - 泉高校 - 中野操車場

沿革
- 1991年（平成3年）6月12日：京成電鉄により、千城台駅 - 泉高校 - 中野操車場及び千城台駅 - 大草 - 中野操車場を開通。
- 1997年（平成9年）3月1日：大草経由便を廃止。
- 1998年（平成10年）4月1日：ちばフラワーバスに移管となる。
- 2005年（平成17年）9月1日：廃止。

千葉都市モノレール2号線の千葉駅延伸と同時に新設された路線である。千城台駅 - グリーンタウン - 中田町間は宮田線と同一経路であり、なおかつ開業当初はグリーンタウン経由と大草経由が存在、同年当時は2路線合わせて1時間に1本程度の運行だった。しかし、国道126号線上を並行して走る千葉線（京成電鉄時代の名称は東金線）が10 - 15分間隔と圧倒的に本数が多く乗客の転移が進まなかった。その影響で、1997年（平成9年）3月に大草経由が廃止となり、残ったグリーンタウン経由に加えて宮田線も大幅に減便され、廃止直前の本数はわずかに7往復（平日）だった。なお、開通当初は中野操車場が終点だったため、千城台駅を発着する各線の出入庫便の様になっていた。若葉区コミュニティバス『さらしなバス』の事業拡張に伴い、2005年（平成17年）8月31日限りで廃止。さらに2008年（平成20年）からは別経路のコミュニティバス『いずみバス』の運行も始まった。

#### 都賀線
- 都賀駅 - 若葉区役所 - 吉岡 - 並木 - 町方 - 八街駅

沿革
- 1924年（大正13年）1月20日：佐倉自動車により千葉 - 並木 - 国鉄佐倉駅が開通。
- 1926年（大正15年）3月1日：千葉 - 並木 - 岩富町（現・町方）が開通。
- 1931年（昭和6年）6月30日：千葉 - 岩富町 - 八街に延長。（八街線）
- 1932年（昭和7年）6月20日：成東自動車の路線となる。
- 1943年（昭和18年）4月21日：京成電気軌道成東営業所の路線となる。
- 1960年（昭和35年）11月1日：京成千葉駅（当時） - 町方 - 八街駅 - 埴谷 - 成東駅の通し運行が開始される。
- 昭和40 - 50年代：八街駅で分割される。
- 1991年（平成3年）6月12日：都賀駅 - 町方 - 八街駅に経路変更（後に八街駅以西は都賀線と呼称）。
- 1998年（平成10年）4月1日：ちばフラワーバスに移管となる。
- 2014年（平成26年）4月1日：路線廃止。

都賀駅と八街駅の間を佐倉街道・町方経由で結ぶ路線。千葉、四街道、佐倉、八街の4市に跨って走り、佐倉市内の区間では佐倉営業所所管の神門線西御門発着便と並行している。幹線道路を比較的まっすぐに走っていく路線で、沿線にはDIC（旧・大日本インキ化学工業）総合研究所・DIC川村記念美術館があるが、住宅の多い地域ではないため、利用者は少なかった。

佐倉自動車の支線として戦前に千葉 - 八街間で開通し、最盛期には千葉中央駅 - 八街駅 - 成東駅間の直通運転を行っていたが、その後規模を縮小し、1991年の千葉都市モノレール千葉延伸時に都賀駅発着となった。かつては、千葉市から佐倉街道方面に向かう並行路線として千葉線（千葉中央駅 - 京成佐倉駅）や吉岡線（千葉中央駅 - 四街道駅）があったが、これらが都賀駅までの短縮を経て千葉内陸バスに移管されたり区間廃止されるなどした末に、最後に残った当路線が、ちばフラワーバスに移管されて存続した。

しかし川村記念美術館へはもともとJR佐倉駅・京成佐倉駅と結ぶ会社側用意の無料送迎バスがあり、加えて2010年にマイタウン・ダイレクトバス佐倉ICルートが開通したため当社は撤退可能と判断し、2014年（平成26年）3月31日限りで廃止となった。

#### 山武市実証実験運行路線：さんむ成田線（さんむウイングライナー）

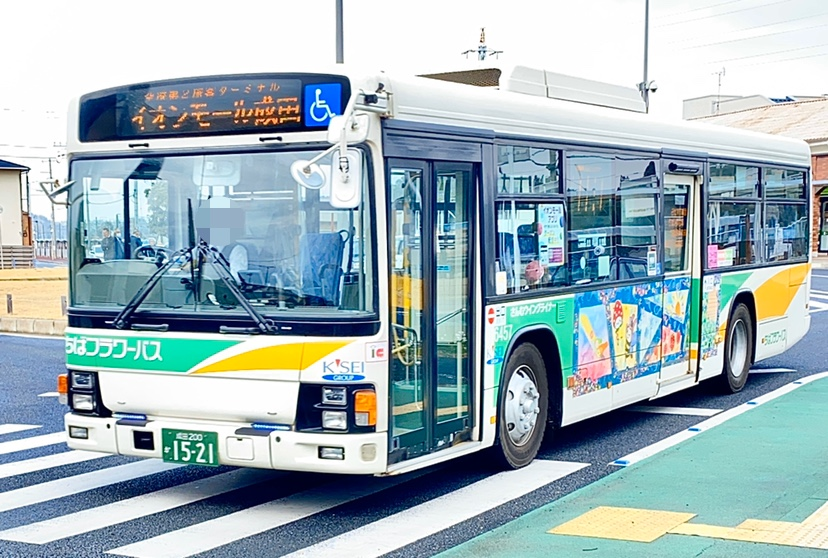
成東駅を発車するさんむウイングライナー専用車

- 山武市役所 - 成東駅 - 山武北小学校前 - 芝山中学校入口 - 空港第2旅客ターミナル （ - 京成成田駅）- イオンモール成田
- JR求名駅 - 成東高校前 - 成東駅 - 山武北小学校前 - 芝山中学校入口 - 空港第2旅客ターミナル （ - 京成成田駅）- イオンモール成田

沿革
- 2018年（平成30年）10月13日：運行開始。
- 2020年（令和2年）4月1日：ダイヤ改正[29]。
- 2021年（令和3年）3月31日：実証実験終了に伴い路線廃止[30]。

さんむ成田線は、山武市が2015年10月に策定した、「山武市まち・ひと・しごと創生総合戦略」の一環として始めた成田国際空港への就業強化への取り組みへの推進事業として、山武市から成田市までの路線バスの実証実験として開始した路線である。実証実験期間は、2018年10月13日から2021年3月末までとなっている。使用車両は専用のラッピングを施したノンステップ車両で、1日10往復を11通りのルートで運行する。また、快適性を重視し全便快速運転となっている。

#### 千葉幕張線（ツインシティライナーちばまく号）
- 千葉駅東口 - 中央二丁目 - 京成ホテルミラマーレ（千葉中央駅東口） - 海浜幕張駅 - 幕張メッセ中央 - イオンモール幕張新都心

沿革
- 2017年（平成29年）10月2日：運行開始（平日のみ）[32]。
- 2018年（平成30年）
  - 4月21日：土曜・休日も運行開始。
  - 12月17日：平日の運行休止。
- 2023年（令和5年）9月16日：路線廃止[28]。

千葉幕張線は、幕張メッセで開催されるイベントの来場者などを京葉線の乗り入れない千葉駅周辺への呼び込みを目的に開設された路線であった。トランク等の大きな荷物を持ち込むことを前提に運行されていた為、一般路線であるが、高速バスタイプの車両が充当されていた。

## 車両
京成電鉄成東営業所時代の車種選択を引き継ぎ、日野自動車の車両をメインに導入している。社番は京成バスと同じ表記で、千桁には「6」を表記する。

一般路線車は、千葉線を中心に使用される

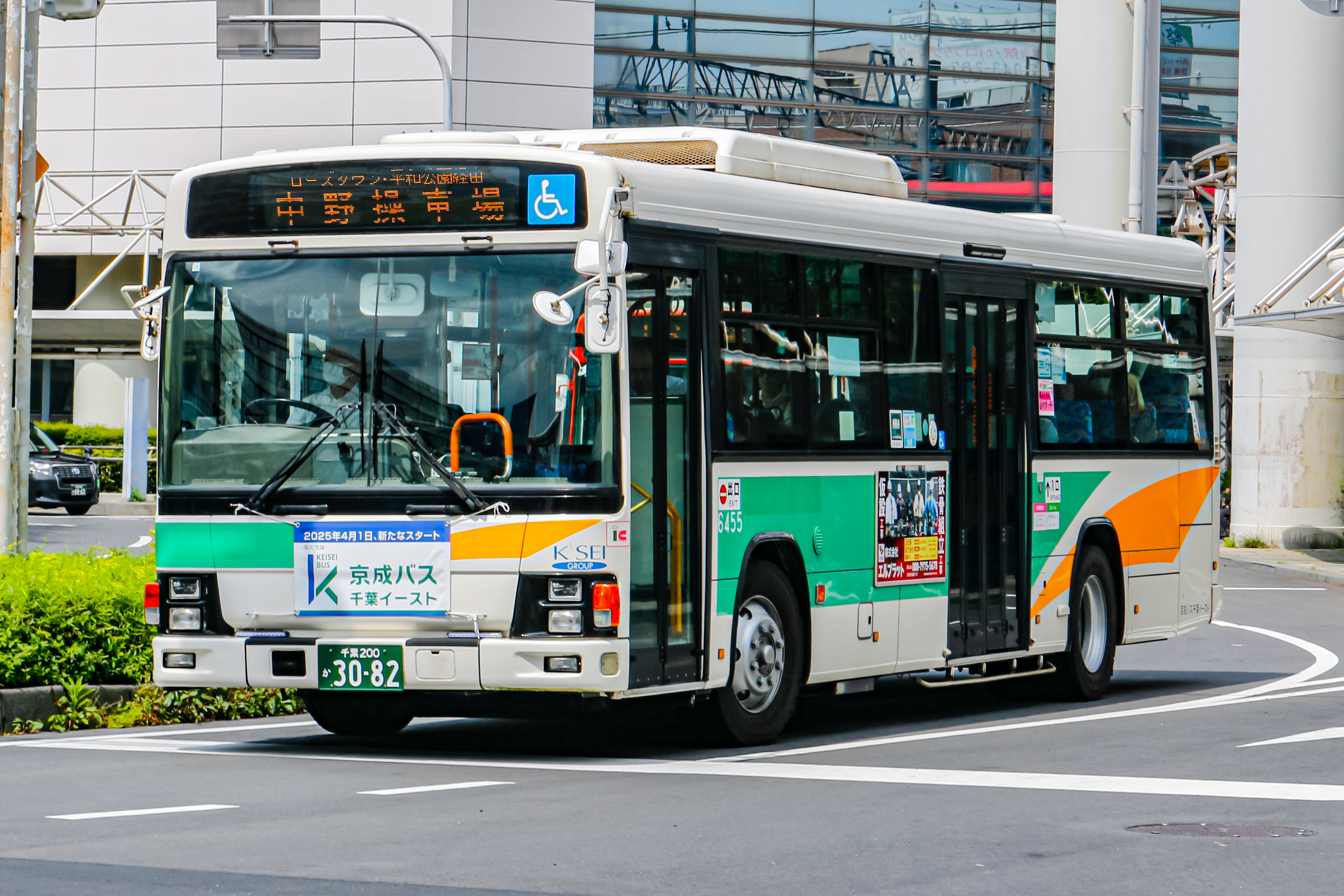
日野ブルーリボンII_(PJ-KV234Q1)

日野・ブルーリボン（ブルーリボンシティ、ブルーリボンII）を中心とする大型車、その他のローカル線で使用される日野・レインボーを中心とする中型車、小型車は日野・リエッセ1台、山武市のコミュニティバス「山武市基幹バス」用の日野・ポンチョが配置されている。

長距離路線や閑散路線が多いため、交通バリアフリー法施行の直前までは、着席定員の多く取れるツーステップバスのみを導入していた。このため、全国的にも導入例が少ないツーステップ仕様のブルーリボンシティが在籍しているほか、大型車両の中には全席2人掛け・補助席付きの貸切兼用車もある。現在ではワンステップバスのほか、経年車置き換えによりノンステップバスも少数ながら導入されており、近年の導入車両には吊革の持ち手を五角形状に変更したものもある。
かつては京成バスから譲受したブルーリボンやレインボーも在籍したが、自社発注車の新製投入が続いたことで譲受車はいったん順次置き換えられた。しかし2014年ごろから再び京成バスからの譲受車である日野・レインボーHR（10.5ｍ車）が導入され、2016年には京成バス研修センターより日野レインボーRJ1台、京成バス松戸営業所よりブルーリボンとバッジエンジニアリングの関係であるいすゞ・エルガ1台が移籍した（一般路線車でのいすゞ車の導入はこれが初めてとなる）。これ以降も京成バスからの移籍が相次いでおり、現在は市川営業所、新都心営業所から移籍したエルガとブルーリボンIIをはじめ、新都心営業所から移籍した長尺・4枚折戸仕様のブルーリボンIIや、松戸営業所から移籍した三菱ふそう・エアロスターノンステップなども在籍している。
現行車両の塗装は1995年10月に採用されたもので、運行エリアである山武市出身の文豪・伊藤左千夫の作品「野菊の墓」の「野菊」からイメージを得たものである。菊の若葉・広大な野原を緑色で、花・太陽を黄色でそれぞれ表現し、花びらが風になびく様子をデザイン化した。
高速車は日野自動車製を中心に三菱ふそう製、いすゞ自動車製（いすゞ車は京成バスからの移籍車のみ）を使用しており、「フラワーライナー」や「シーサイドライナー」の専用塗装を施している車両もある。近年導入された車両および京成バスからの移籍車は京成グループ統一カラーを用いている。「シーサイドライナー」は全てトイレ付き車両で運行されるが、他の路線はトイレなし車両で運行する場合がある。このほかに日野・リエッセIIなど貸切車が配置されている。
ナンバープレートは千葉ナンバーの地域であったが、2006年（平成18年）のご当地ナンバー第1弾導入後、本社営業所に所属する車両は成田ナンバーとなった。中野営業所に所属する車両は引き続き千葉ナンバーとなっている。

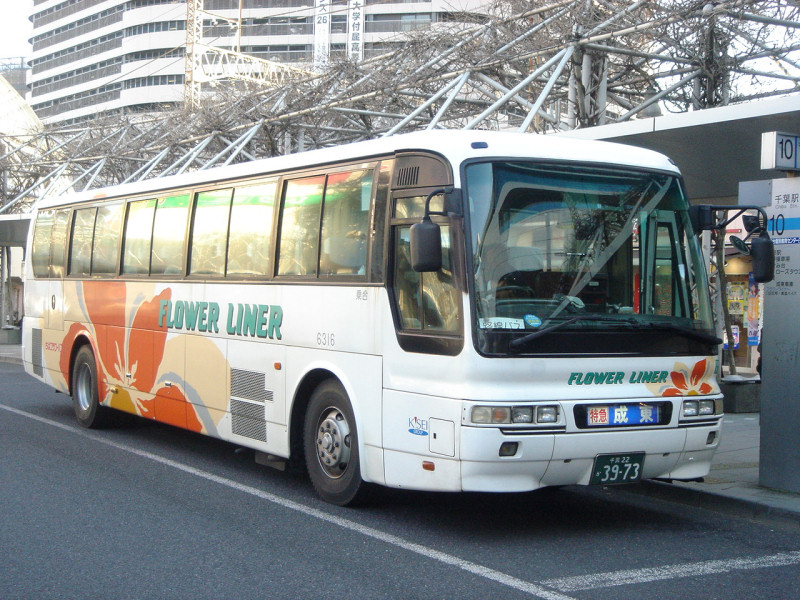
フラワーライナー用車両（三菱・ニューエアロバス）
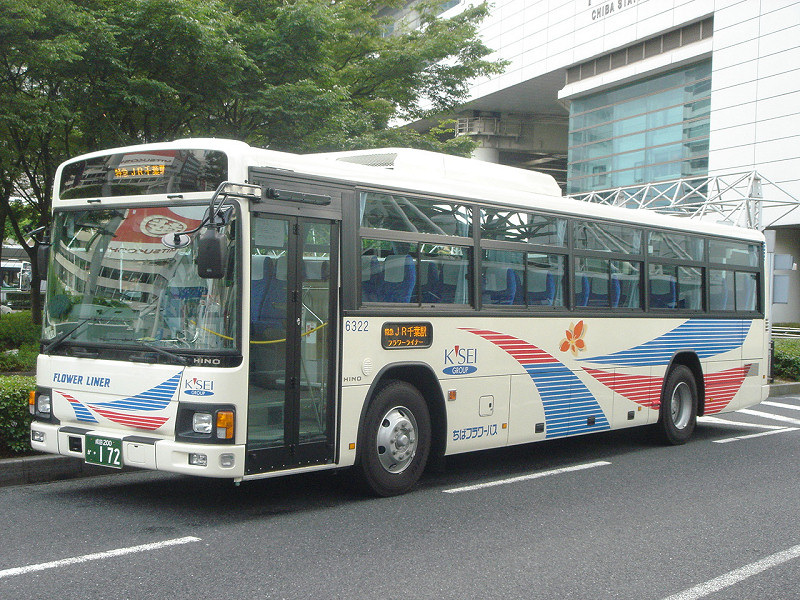
フラワーライナー用車両（新塗装）（日野・ブルーリボンII）
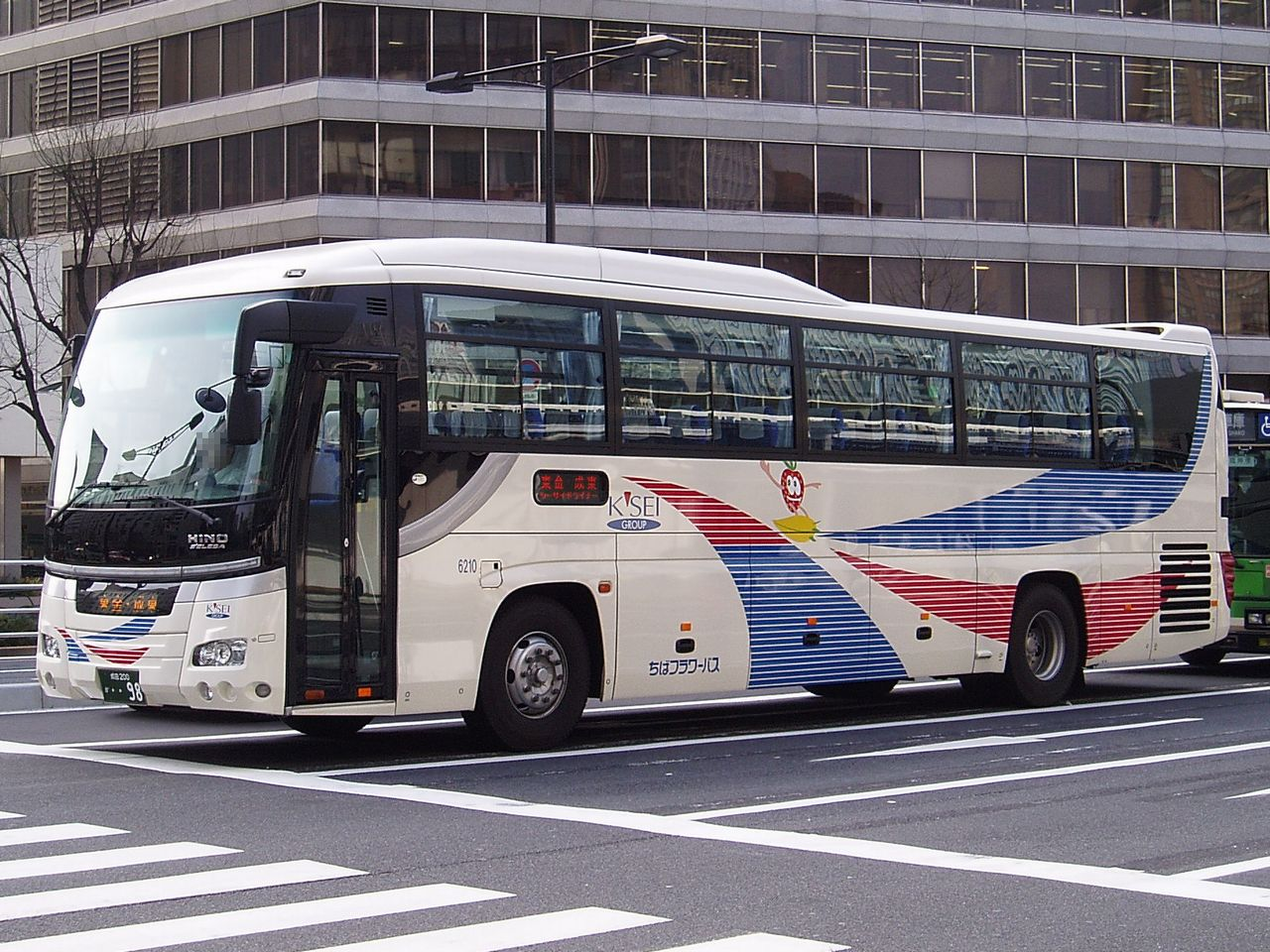
シーサイドライナー用車両（新塗装）（日野・セレガ）